# Эрколе I д’Эсте
Эрколе I д’Эсте (итал. Ercole I d'Este, Ercole di Ferrara, фр. Hercule Ier d'Este; 26 октября 1431 — 25 января 1505) — представитель итальянского дворянского роде д'Эсте, герцог Модены (1471), Феррары и Реджо-нель-Эмилия.

## Биография
Эрколе (Эркюль) д’Эсте родился в Ферраре, в семье Никколо III д’Эсте (1383—1441), маркиза Феррары и сеньора Модены и его третьей супруги Риччиарды ди Салюццо (ум. 1474). Эрколе получал образование при дворе Альфонсо V, короля Арагонского и Неаполитанского, куда был отправлен старшим единокровным братом, маркизом Лионелло д'Эсте. При Неаполитанском дворе Эрколе и Сигизмундо, родной брат Эрколе, изучали военное дело, классическую архитектуру и искусство. Эрколе сделался большим знатоком античной архитектуры и изящных искусств, что в дальнейшем немало способствовало его репутации ценителя и покровителя итальянского Возрождения. Он провёл в Неаполе 15 лет — с 1445 по 1460 год.
Несмотря на то, что Эсте с давних пор правили Феррарой, а также то, что среди других итальянских владетельных семей династия выделялась тем, что была основана не банкирами, родственниками пап или кондотьерами, а рыцарями, права на правление того или иного представителя рода оставались под вопросом. Сыновья Никколо III, Лионелло и Борсо, правившие до Эрколе, были незаконнорождёнными. В 1471 году, после смерти своего сводного брата Борсо, Эрколе, законный сын Никколо, стал герцогом Феррарским. Однако его права оспаривал сын Лионелло, Никколо ди Лионелло, которому герцогство должно было отойти согласно завещанию отца.
В 1473 году Эрколе вступил в брак с Элеонорой Арагонской, внучкой Альфонсо V. Этот союз, заключённый 3 июля в Неаполе, ещё больше укрепил силу и мощь Феррары.
По инициативе Эрколе в 1490-х годах Феррара была перестроена в духе ренессансной концепции «идеального города» при этом существующая застройка органично вписывалась в новые кварталы. Автором проекта перестройки города, получившего название «Геркулесово расширение» (Addizione Erculea; игра слов с именем герцога: Ercole), стал архитектор Бьяджо Россетти.
По словам венецианского видама в Ферраре в 1499—1500-х годах Джироламо Донато, в годы его пребывания на этом посту герцогство Феррара находилось в состоянии финансовой нестабильности, тяжёлого налогового гнёта и «народного уныния», что было вызвано страхами герцога Эрколе I д’Эсте перед могуществом Франции и Чезаре Борджиа. Он писал: «Этот город находится во власти тирана».

## Брак и дети
Жена: Элеонора Арагонская (22 июня 1450 — 11 октября 1493) — дочь Фернандо I, короля Неаполитанского и Изабеллы де Клермон, принцессы ди Таранто.

Дети:
- Изабелла (18 мая 1474 — 13 февраля 1539), супруга Франческо Гонзага, маркиза Мантуанского;
- Беатриче (29 июня 1475 — 3 января 1497), супруга Лодовико Сфорца, герцога ди Бари, впоследствии — герцога Миланского
- Альфонсо I (21 июля 1476 — 31 октября 1534), герцог Модены, Феррары и Реджио (1505—1534), супруг Лукреции Борджиа;
- Фернандо (28 сентября 1477 — 22 февраля 1540), в 1506 году был посажен в тюрьму своим братом Альфонсо, где и скончался 34 года спустя;
- Ипполито I (20 марта 1479 — 3 сентября 1520), кардинал, архиепископ Феррары;
- Сигизмундо (8 сентября 1480 — 9 августа 1524).

Эрколе имел двух внебрачных детей:
- Лукреция, супруга Аннибале Бентивольо;
- Джулио (13 июля 1478 — 13 марта 1561), в 1506 году был посажен в тюрьму своим братом Альфонсо, после 53-х лет заключения был освобождён.